# Maes (rapper)
Maes, pseudonimo di Walid Georgey (Villepinte, 10 gennaio 1995), è un rapper francese di origine marocchina.

## Biografia
Walid Georgey è nato a Villepinte, nel dipartimento di Senna-Saint-Denis, da genitori marocchini. È cresciuto a Sevran, insieme a cinque fratelli e due sorelle.

## Carriera
Inizia ad interessarsi al rap a 14 anni, durante le scuole medie, adottando lo pseudonimo di Maestro e fondando il collettivo MSR con gli amici Radmo e SY. Dopo il liceo, tra il 2016 e il 2017, passa 18 mesi nel carcere di Villepinte, continuando però a scrivere musica. Il 10 gennaio 2017 pubblica il suo primo mixtape, Réelle vie, facendosi notare all'interno della scena francese e aprendo un concerto del gruppo 13 Block nel dicembre dello stesso anno. Il 2 marzo 2018 è la volta del secondo mixtape, intitolato Réelle vie 2.0, che gli permette di firmare un contratto con l'etichetta Millenium, parte di Capitol Music France.
Nel giugno 2018 esce il singolo Billets verts, seguito da Avenue montagne e Madrina: quest'ultimo, realizzato in collaborazione con Booba, raggiunge il primo posto nelle classifiche musicali francesi, e viene certificato disco di diamante. Il 30 novembre 2018 pubblica il primo album in studio, Pure, contenente i precedenti singoli. Il suo secondo album, Les derniers salopards, esce il 17 gennaio 2020, e contiene al suo interno collaborazioni con Booba, Jul e Ninho. Esso ottiene un notevole successo, tanto da essere certificato disco di platino in un mese. A fine anno, Les derniers salopards risulta essere il terzo album più venduto in Francia.
Il 10 marzo 2023 Maes pubblica il suo terzo album, Omerta, contentente tracce in collaborazione con Kayna Samet, Morad, Gazo, Koba LaD, Niska e Gims. Il 19 giugno 2024 esce il suo quarto album in studio, La vie continue, anticipato dal mixtape En attendant LVC 2.

## Stile musicale
Maes ha un background musicale ampio, che oltre al rap comprende anche il pop, come Charles Aznavour o Daniel Balavoine. Pertanto la sua musica è un insieme di varie influenze, e spazia dal conscious hip hop alla dancehall fino al cloud rap.

## Discografia

### Album in studio
- 2018 – Pure
- 2020 – Les derniers salopards
- 2023 – Omerta
- 2024 – La vie continue

### Mixtape
- 2017 – Réelle vie
- 2018 – Réelle vie 2.0
- 2021 – Réelle vie 3.0
- 2024 – En attendant LVC 2

### Singoli
- 2018 – Tokarêve
- 2018 – Billets verts
- 2018 – Pack M
- 2018 – Avenue Montaigne
- 2018 – Madrina (feat. Booba)
- 2019 – NWR
- 2019 – L'odeur du charbon (con Dosseh)
- 2019 – Street
- 2019 – Liquide rouge
- 2019 – Distant (feat. Ninho)
- 2021 – T-max 560
- 2022 – Pablo (con Booba)
- 2022 – Selfie (con Werenoi)
- 2022 – Fetty Wap
- 2023 – Galactic
- 2023 – Opaque
- 2023 – Méchant
- 2023 – Akatsuki
- 2023 – KB9 (con L'Allemand)
- 2024 – 4motion (feat. PLK)
- 2024 – Survie (feat. Ninho)
- 2024 – Cagoulé (con Niaks)
- 2024 – Paf (con MB)
- 2024 – Magie
- 2024 – Cordillère (feat. Werenoi)
- 2024 – Interpol
- 2024 – Guardia (con Lartiste)
- 2024 – Nouveau opps (feat. Jrk 19)
- 2024 – FC Beaudottes